# Église Saint-Sava de Mrkonjić Grad
Pour les articles homonymes, voir Église Saint-Sava.
L'église Saint-Sava (en serbe cyrillique : Храм Светог Саве ; en serbe latin : Hram Svetog Save) est située en Bosnie-Herzégovine, sur le territoire de la ville de Mrkonjić Grad et dans la municipalité de Mrkonjić Grad.

## Histoire

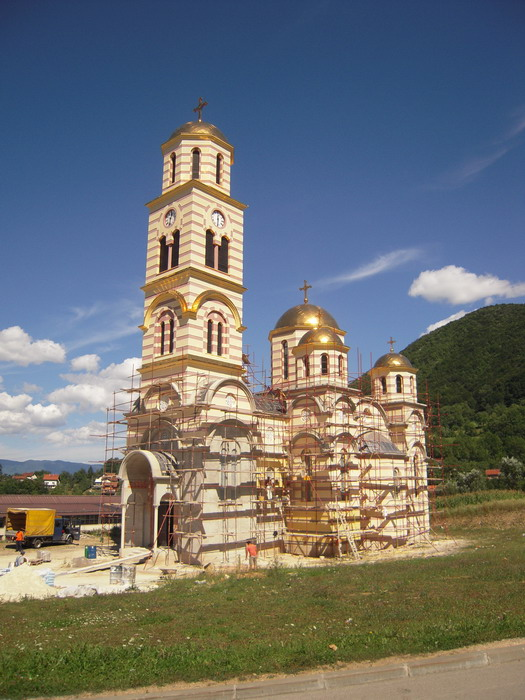
L'église en construction

## Architecture

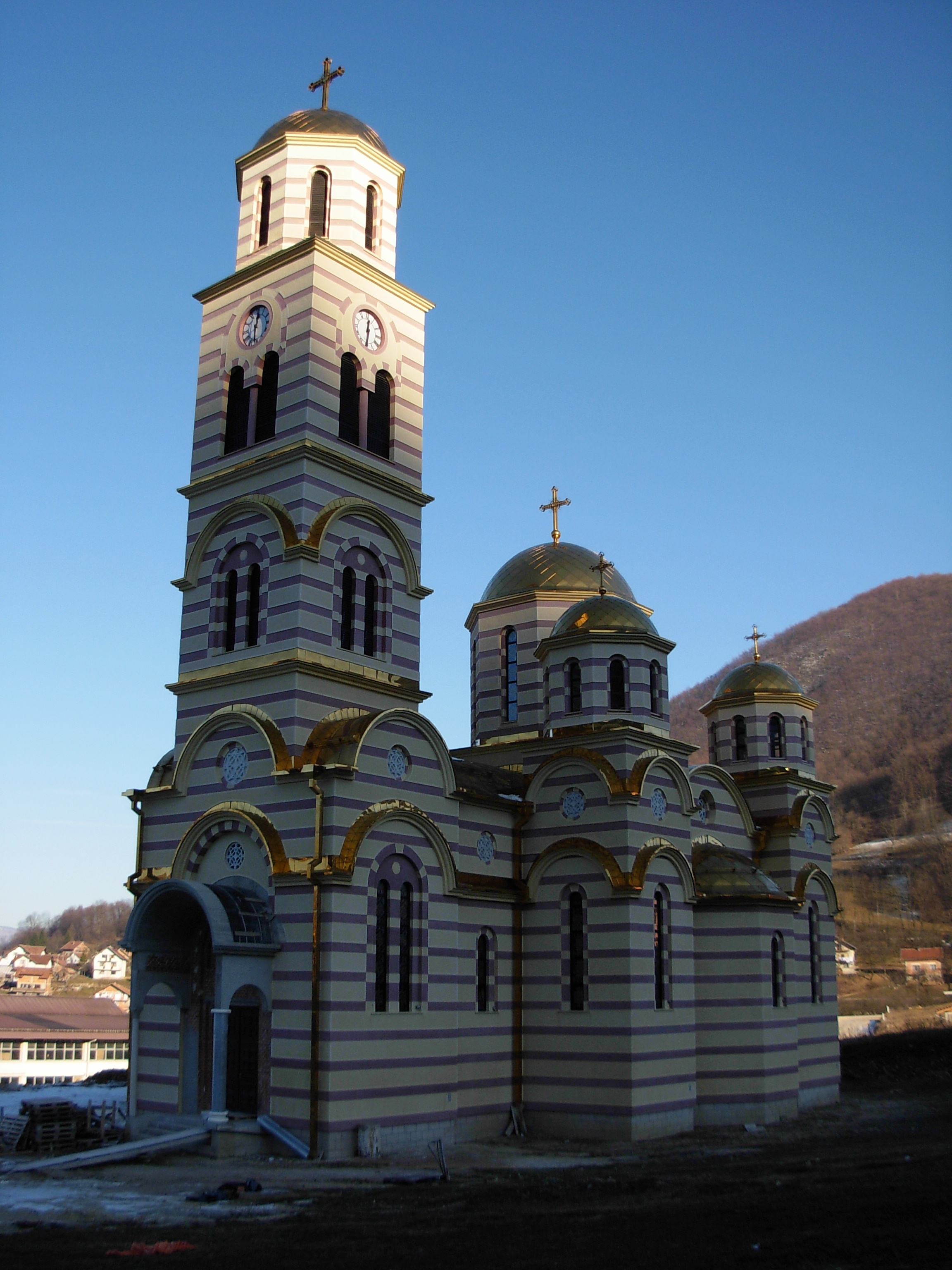
Autre vue de l'église